# Frederick Bagemihl
Frederick Bagemihl (25 de junio de 1920 - 12 de abril de 2002) fue un matemático estadounidense de la Universidad de Wisconsin-Milwaukee. Fue académico visitante en el Instituto de Estudios Avanzados de 1953 a 1955. 